# 비밀도구 목록
아래는 도라에몽의 4차원 주머니에 있는 도구 목록이다.
바로가기:
ㄱ
ㄴ
ㄷ
ㄹ
ㅁ
ㅂ
ㅅ
ㅇ
ㅈ
ㅊ
ㅋ
ㅌ
ㅍ
ㅎ

## 목록
- 4차원 휴지통
- UFO 조립 세트
- VIP 크림

### ㄱ
- 가거라 개
- 가공수면 펌프
- 가공해저 생존 가능 가스
- 가공해저 체험 안경
- 가벼워지는 손
- 가족 케이스
- 간단 두루마리
- 갚아주는 손
- 거꾸로 매달린 잭과 콩나무
- 거미줄 실패
- 거북이 수영복
- 거짓말 거울
- 거짓말 입
- 걸리버 터널
- 게저금통
- 결심가위
- 경음파 발진식 쥐/바퀴벌레/진드기/흰개미 퇴치기
- 경치를 보여주는 액자
- 계속 스프레이
- 고자질 부리
- 골라 쓰는 열두 가지 인조 혀
- 공기를 느끼는 사진기
- 공기총
- 공기포
- 공포의 다이아몬드
- 과장 코트
- 구름을 굳히는 스프레이
- 구름채집통
- 구상 화경
- 국제보호동물 스프레이
- 굽신굽신 메뚜기
- 귀신 세트
- 그 거짓말 진짜 가짜
- 그림자를 붙이는 풀
- 그림자를 자르는 가위
- 근시 거울
- 금강산도 식후경
- 기분따라 따끈따끈 스티커
- 길들이기 떡
- 꿈 확인 기계

### ㄴ
- 나눠먹기 껌
- 나무꾼의 연못
- 나무늘보 옷과 매달리는 나무
- 나의 기차 세트
- 나중에 쓰는 일기
- 낙타 로봇
- 날씨 집중 장치
- 날씨카드
- 내 맘대로 모자
- 너구리
- 넘어지게 해결사
- 넘어트리기 청부업자
- 노래방 킹
- 뇌물초
- 누구라도 마신 램프
- 늑대인간 변신크림
- 능률 쑥쑥 사탕

### ㄷ
- 단어로 순간이동
- 닮은꼴 양갱 제조기
- 대나무 헬리콥터
- 대형자석
- 도와줘 모자
- 도와줘 약
- 독재자 스위치
- 돌리는 주사위
- 돌아오는 개구리
- 돔형 입체 영상
- 돗자리 낚시터
- 동면용 동굴
- 동물로 변신하는 알
- 동물이 되는 가루
- 동정 안테나
- 두더지 장갑
- 듣는 귀
- 디럭스 기차 세트
- 딩동댕 미래 감정 안경
- 떼는 스프레이

### ㄹ
- 레이저 지팡이
- 로데오 안장
- 로봇돌이
- 로빈슨 크루소 세트
- 로켓 빨대
- 리얼 캡

### ㅁ
- 마음대로 손난로
- 마이크로 보청기
- 만능 구름 깡통
- 만능텐트
- 만능페스
- 만약에 박스
- 말잇기 사탕
- 맛있는 양념
- 맛집 리포터 카메라
- 멈추는 시계
- 메시지 대포
- 메카메라
- 면역 스프레이
- 모든 계잘 배지
- 모욕나팔
- 목소리 고체화 액
- 목소리 덩어리
- 몰래카메라
- 몸 점토
- 몽유봉
- 몽타쥬 양동이
- 무겁게 가볍게 리모콘
- 무게조절미터
- 무궁화 꽃이 피었습니다 모자
- 무드살리기 악단
- 무생물 최면 메가폰
- 무서운 것만들기 기계
- 무적곤충알약
- 물 가공 가루
- 물 건물 건축기
- 물방울 여행
- 물점토 장갑
- 뭐든지 아이스크림 막대
- 미니 비행기
- 미니인공위성
- 미리 안테나
- 미스터 분위기
- 미운 먹물

### ㅂ
- 바람의 아들 밴드
- 박쥐모자
- 반대 글러브
- 반드시 맞는 손금 세트
- 반쪽 칼
- 발광 이끼
- 발자국 추적 스프레이
- 방 교환 스위치
- 방패망토
- 배역 바꾸기 비디오
- 밸런스 시소
- 변신 드링크
- 변신 비스켓
- 별자리 전설 시뮬레이션
- 보물찾가난종이와 글자가 나타나는 난로
- 복원 라이트
- 복숭아 동자표 경단
- 부분 진화 총
- 붕어떡
- 불운을 부르는 배지
- 불운 포인트 카드
- 붙이는 스프레이
- 비를 몰고 다니는 남자 측정기
- 비밀서류를 태우는 총
- 비사나이 해사나이 측정기
- 빅 라이트

### ㅅ
- 사계절 개구리
- 사랑손 스토퍼
- 산소사탕
- 산신령 세트
- 산울림 산
- 삼륜 비행기
- 삼태정
- 상상 알약
- 새금새
- 선거차
- 소리 지워 마이크
- 소문새
- 소인 상자
- 수압포
- 슈퍼 울트라 점토
- 슈퍼 젓가락
- 스몰라이트
- 스케줄 시계
- 스파이 위성
- 스파이 작전 놀이 세트
- 스피드 눈감 고글
- 슬로우 스프레이
- 시간 늘리기 광선
- 시한 바보탄
- 식품 시각화 가스
- 신 놀이 세트
- 신체 확대 펌프
- 신출귀몰 수행세트
- 실내여행세트
- 실물사전
- 실 없는 실전화
- 심부름 가방

### ㅇ
- 악마의 페스포트
- 악운 다이아몬드
- 안내 천사
- 안전 보장 지도
- 알라딘의 램프
- 암기빵
- 암호 해독기
- 앞으로 뒤로 알밤
- 애니멀 파워 벨트
- 애완동물 전화상담소
- 어디로든 문
- 억지로 운동복
- 얼음세공 인두
- 엄마 찾아 삼백 킬로미터 알약
- 엄마놀이 시트
- 없는 방 문
- 에러 튜브
- 역시계
- 영혼 막대기
- 예지몽 사탕
- 옛날이야기 세트
- 오버 오버
- 온천로프
- 올빼미의 알
- 옷 갈아입기 카메라
- 요술 엉덩이
- 용기딸랑딸랑 모자
- 우주구명보트
- 우주정거장 실험 세트
- 우주 탐험 놀이 헬멧
- 원거리 장갑
- 원래대로 액
- 원료 라이트
- 원상복구액
- 원한두건
- 윈터슈즈
- 윙바이퍼 박스
- 음성 자동 타이프 라이터
- 의사선생님 가방
- 의지를 키우는 돌
- 이랴고삐
- 이미지 라이트 캡
- 이미지 실체기
- 이봐박스
- 이사지도
- 이어주는 로프
- 인간 꼭두각시 기계
- 인간 오토바이
- 인스턴트 로봇
- 인스턴트 여행 카메라
- 인형오븐 인형코팅과 속을 채우는 내용물
- 일곱가지 목소리 사탕
- 일곱 번 넘어지는 무당벌레
- 일촌 모자
- 잃어버린 물건을 돌아오게 하는 스프레이
- 입사귀 안경 세트
- 입체 페인터
- 잊게 해주는 스티커
- 잊어버려 꽂

### ㅈ
- 자갈모자
- 자동 스케이트 난방기
- 장난감 군대
- 장난감 병정
- 장점을 돋보이게 하는 비눗방울
- 재질 변환기
- 적당히 보물섬
- 적응총
- 젓가락 마스터
- 정의의 사도 경찰차
- 젖은 천
- 제정신 베개
- 종이잠수함
- 좋아지는 드링크
- 좋은일밴드
- 주머니 회오리
- 준비땅 권총
- 중력 페인트
- 지구 관람 열차 기계
- 지구파괴폭탄
- 지평선 테이프
- 지하탐험차
- 진화 퇴화 빔
- 집을 지고 다니는 소라게

### ㅊ
- 착시약
- 찾아주는 안테나
- 찾았다람쥐
- 처음처럼
- 척척로봇
- 체인지 로프
- 추억 향수와 마음 향수
- 추억카메라
- 추적지팡이
- 취소 스탬프
- 치르치르 페인트
- 친구가 되는 동그라미
- 친구로봇 로보양

### ㅋ
- 카멜레온 모자
- 컴퓨터 연필
- 퀵 스프레이
- 퀵 앤드 슬로
- 큐피트의 화살
- 크로스 스위치
- 키키

### ㅌ
- 타임 권총
- 타임 라이트
- 타임 벨트
- 타임 보자기
- 타임걸레
- 타임머신
- 타임캡슐
- 타임 텔레비전
- 탐정모자
- 태양의 알
- 태풍의 알
- 터치 글러브
- 털가죽 링
- 통과하는 후프
- 통역곤약
- 투명망토
- 투시 돋보기
- 튕겨나가는 함정
- 특급 행
- 티끌 모아 태산 은행

### ㅍ
- 파랑새 전용 잡이채
- 판도라의 상자
- 페이퍼 레이더
- 프리사이즈 인형사진기

### ㅎ
- 하늘을 나는 정원
- 하늘하늘 끈
- 하인스티커
- 하트 양초
- 한알에 24시간
- 행운 다이아몬드
- 허비한 시간을 되돌리는 기계
- 헬스 하우스
- 현실 배게
- 혼자 살기 막대기
- 화이트 펜
- 회오리나팔
- 희망사항 거울